# 대한민국 민법 제633조
대한민국 민법 제633조는 차임지급의 시기에 대한 민법조문이다. 이 규정은 임의규정으로 당사자의 합의가 있으면 이에 따른다.

## 조문
제633조(차임지급의 시기) 차임은 동산, 건물이나 대지에 대하여는 매월말에, 기타 토지에 대하여는 매년말에 지급하여야 한다. 그러나 수확기 있는 것에 대하여는 그 수확후 지체없이 지급하여야 한다.

第633條(借賃支給의 時期) 借賃은 動産, 建物이나 垈地에 對하여는 每月末에, 其他 土地에 對하여는 每年末에 支給하여야 한다. 그러나 收穫期있는 것에 對하여는 그 收穫後 遲滯없이 支給하여야 한다.

## 사례
- 전차인이 전대인에게 임료를 지급하기로 하는 별도의 약정이 없는 경우 동산이나 건물, 대지는 매월 말에, 기타 토지에 대하여는 매년 말에 차임을 지급하여야 한다[1]
- 임대료 지불에 있어서도 임차인은 당월분 임대료를 매월 5일까지 납부하여야 한다는 규정은 민법 제633조에서 차임은 매월 말일에 지급한다고 규정하는 후급(後給)이 원칙인 규정을 위반한 무효이다[2]
- 임대차를 해지할 경우에 해약하는 당월 분은 매월 15일 이전에 명도할 경우에 월임대료 및 제 납부금의 반액을, 16일 이후 명도할 경우에는 1개월분을 납부하여야 한다는 조항도 ‘임대료는 월단위로 산정하는 것을 원칙으로 하되, 임대기간이 시작 또는 종료되는 달의 월임대료는 일단위로 산정하여야 하다[3]

## 같이 보기
- 대한민국 민법 제618조 임대차의 의의
- 임대차
- 차임
- 계약